# Eldorado (Mato Grosso del Sur)

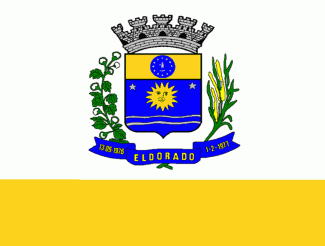
Bandera del municipio brasileño Eldorado

Eldorado es un municipio brasileño ubicado en el sur del estado de Mato Grosso do Sul, fue fundado el 13 de mayo de 1976.
Situado a una altitud de 342 m s. n. m., su población según los datos del IBGE es de 11.076 habitantes, siendo el 70,26% de la población alfabetizada, su superficie es de 1.047 km², dista de 410 km de la capital estatal Campo Grande.
La principal actividad económica es la ganadería, seguida por la producción de miel, mandioca, maíz y poroto.
El municipio tiene diez escuelas de primaria y secundaria, un hospital, dos centros de salud y dos bancos.